# Copper (fiume)

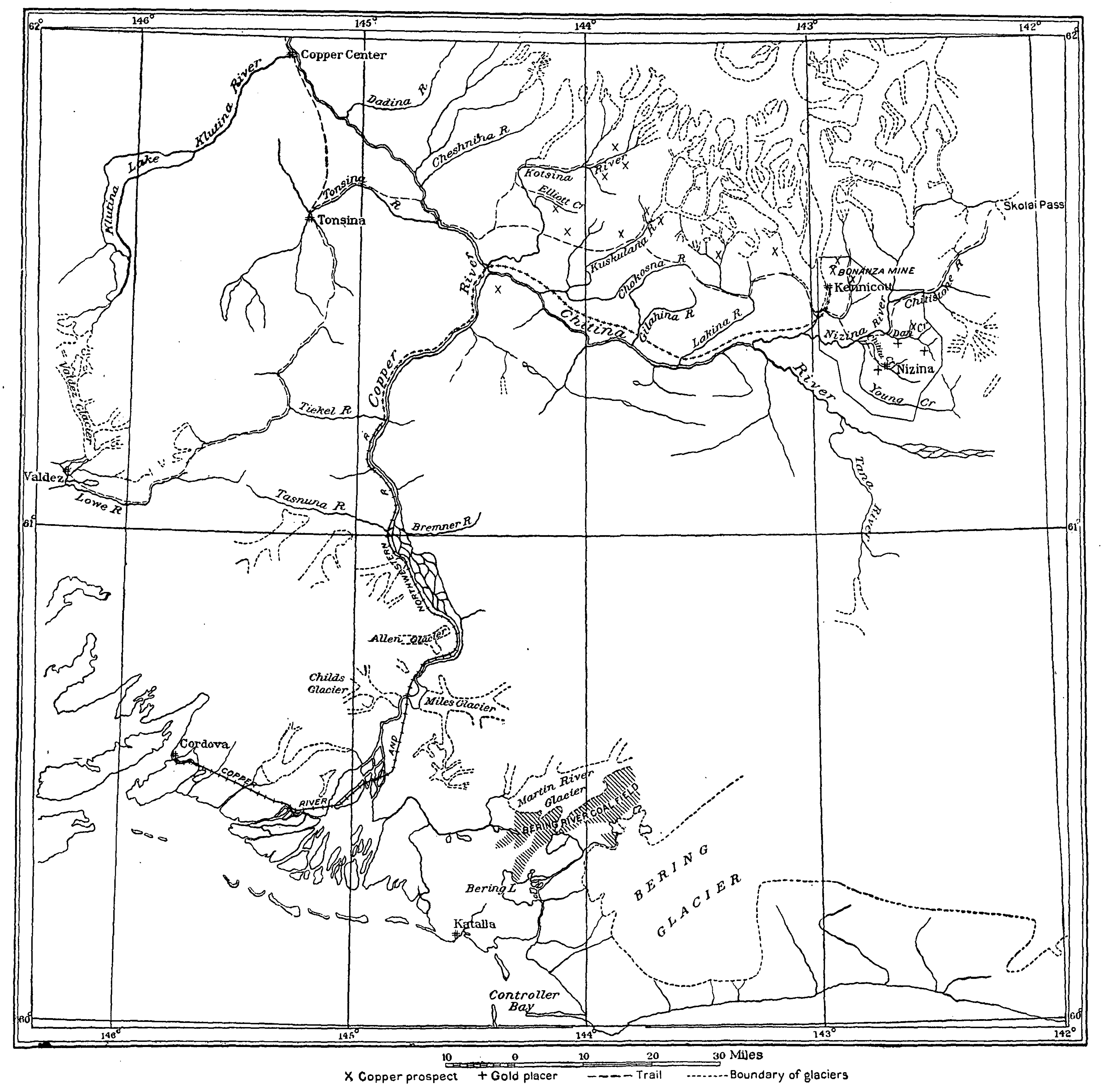
Porzione meridionale del Copper River

Il Copper ("Copper River" in inglese) è un fiume dell'Alaska centromeridionale, negli Stati Uniti d'America. 
Nasce nel gruppo dei monti Wrangell e sfocia nell'oceano Pacifico.

## Etimologia
Il nome del fiume è stato dato per la presenza di abbondanti depositi del minerale di rame utilizzati prima dalle popolazioni native dell'Alaska, poi dai coloni provenienti dall'impero russo e dagli Stati Uniti.
L'estrazione del rame riscontrava problemi a causa delle difficoltà nella navigazione alla foce del fiume.

## Dati fisici
Il fiume è lungo circa 470 km. La pendenza media è di 2,3 metri per chilometro (scorre a 11 km/h) e produce un bacino di 62.000 km{\displaystyle ^{2}}.
Il delta della larghezza di 80 km è caratterizzato dalla presenza di ampie dune lunghe fino a 250 m e alte 76 m.

## Percorso
Il fiume più precisamente sorge dal Ghiacciaio Copper 62°10′39″N 143°49′05″W che si trova sul lato nord-est del monte Wrangell all'interno del Parco nazionale e riserva di Wrangell-St. Elias. 
Inizialmente scorre verso nord, poi "piega" verso ovest e costeggia prima la strada Glenn-Tok Hwy, poi l'autostrada Richardson. 
Presso la cittadina di Copper Center si allontana a sud-est verso la cittadina di Chitina (qui si unisce al fiume Chitina). 
Passando per uno stretto tracciato di ghiacciai nei Monti Chugach (qui riceve le acque di scarico dei ghiacciai Miles 60°39′28″N 144°29′28″W e Childs 60°40′42″N 144°52′54″W), all'interno della Foresta Nazionale di Chugach, scorre a est della cittadina di Cordova, quindi dirigendosi decisamente a sud va a sfociare nell'oceano Pacifico nell'omonima baia di Copper.

## Pesca e fauna

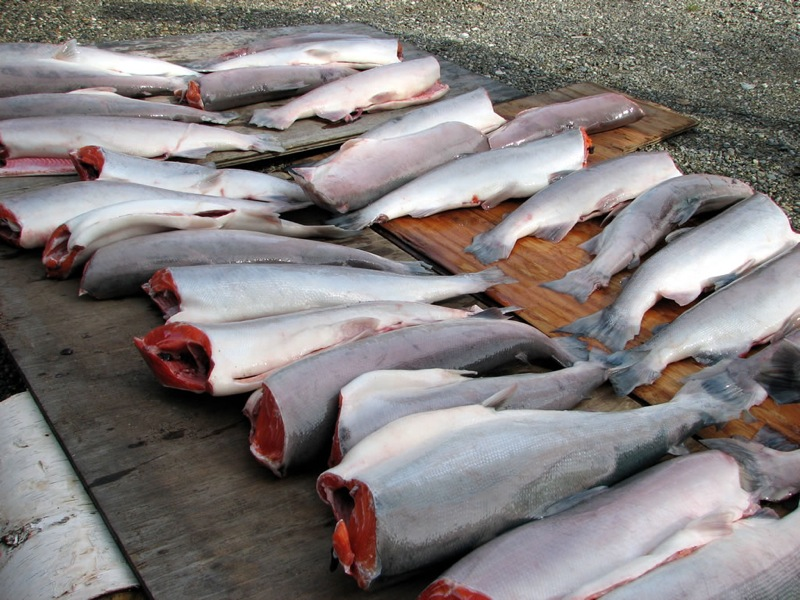
Pesce pescato nel 2007

Il fiume permette ricche pesche al salmone; oltre due milioni di salmoni si riproducono ogni anno nel suo bacino. Si trovano la specie del salmone rosso Oncorhynchus nerka (sockeye salmon in inglese) e del salmone reale Oncorhynchus tshawytscha (chinook salmon in inglese).
Il delta del fiume (2.800 km{\displaystyle ^{2}} di area umida) è sede di oltre 16 milioni di uccelli tra cui scolopacidi Scolopacidae ("sandpiper" in inglese), una famiglia di uccelli acquatici, in particolare il piovanello pancianera Calidris alpinadunlins ("dunlins" in inglese), ma anche il cigno trombettiere Cygnus buccinator ("trumpeter swan" in inglese) e l'unico sito di nidificazione per una sottospecie dell'oca del Canada Branta canadensis occidentalis.

## Strade, ponti e località
Nella parte alta del percorso del fiume è affiancato dalla "Glenn Highway Tok-Cutoff" (la parte finale della autostrada Glenn), quindi percorre parte della autostrada Richardson (il tratto tra Gakona e il bivio per Chitina), al bivio per Chitina si affianca alla "Edgerton Hwy" fino a Chitina. 
Il percorso tra Chitina e il ponte "Million Dollar Bridge" è una traccia di sentiero chiuso nel periodo invernale.
Il fiume nel suo percorso passa vicino alla cittadina di Gakona (218 abitanti), Glennallen (483 abitanti), Copper Center (328 abitanti), Chitina (126 abitanti) e distante circa 40 km Cordova (2.454 abitanti). 
Inoltre è oltrepassato da due ponti: a Chitina e dal "Million Dollar Bridge" (o anche "Miles Glacier Bridge") nei pressi di Cordova tra i due ghiacciai Miles e Childs.

## Aree protette
Il Copper River percorre due aree protette. A nord il parco nazionale e riserva di Wrangell-St. Elias, uno dei più grandi parchi dell'Alaska, e a sud l'area protetta Foresta Nazionale di Chugach.

## Alcune immagini del fiume

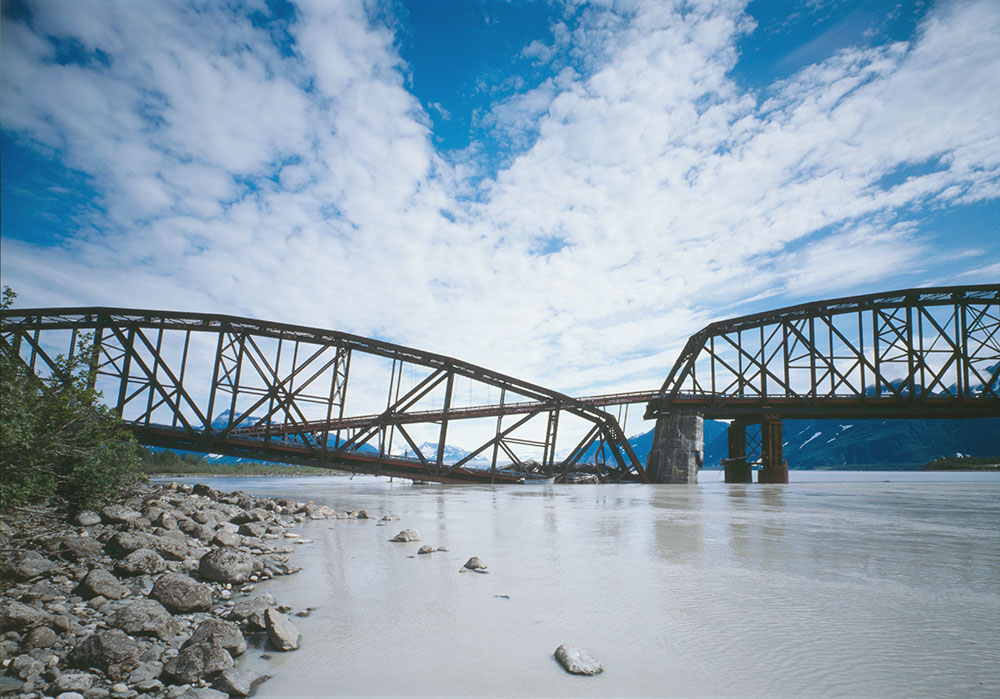
I danni del terremoto al Miles Glacier Bridge
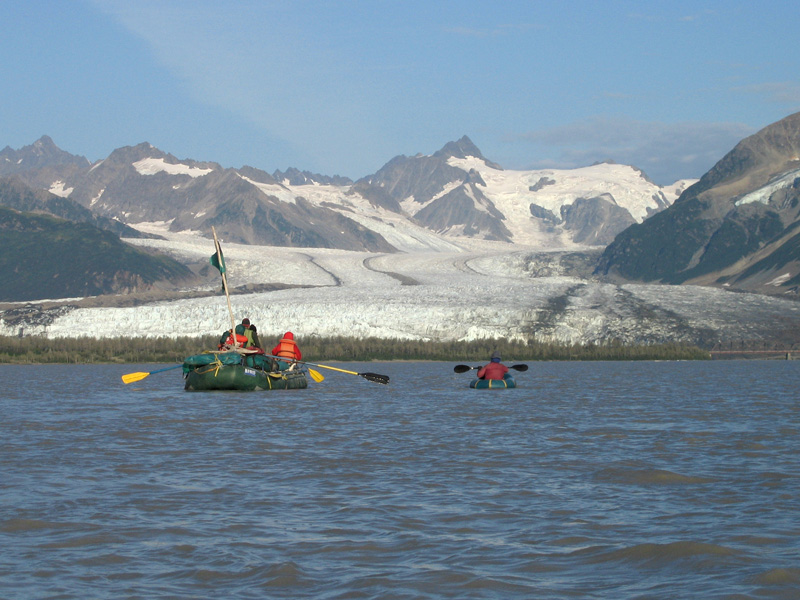
La fronte del ghiacciaio Childs
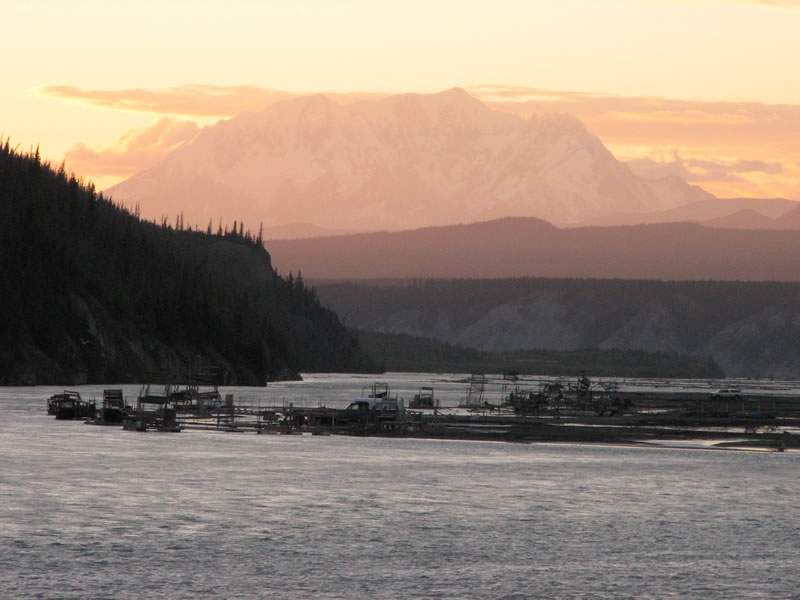
Nei pressi di Chitina
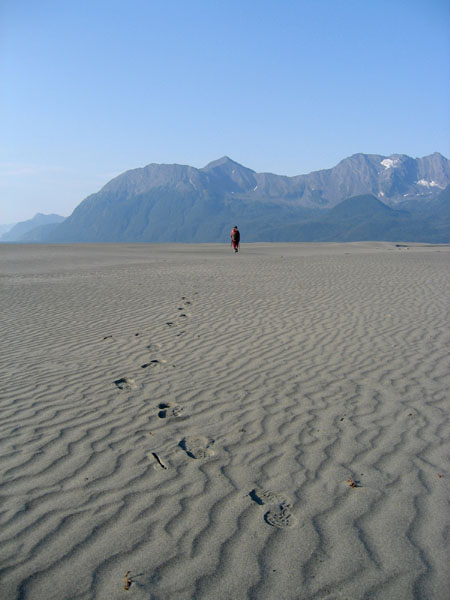
Dune di sabbia sul delta del fiume.
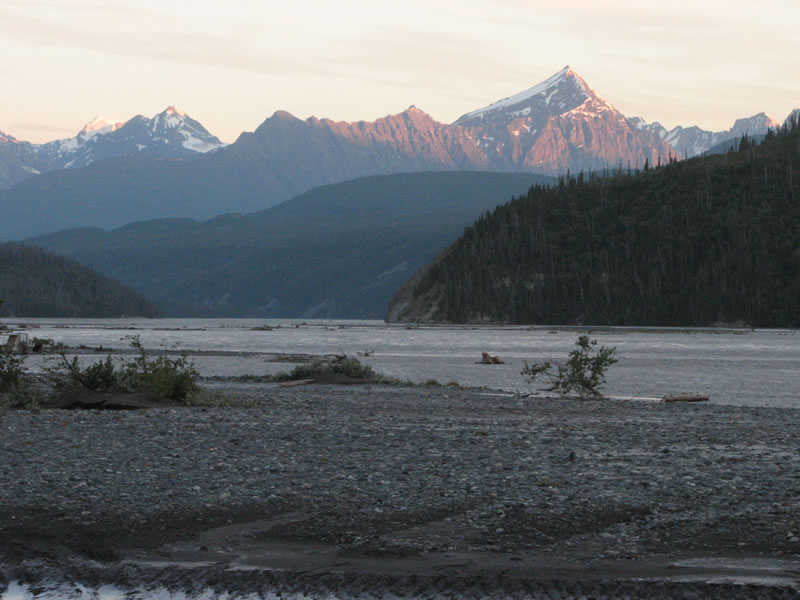
Nei pressi di Chitina
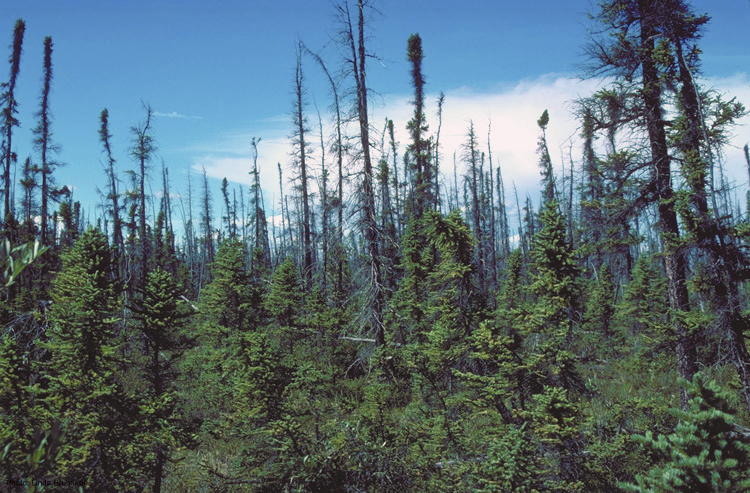
Peccio nero, conifera tipica della taiga
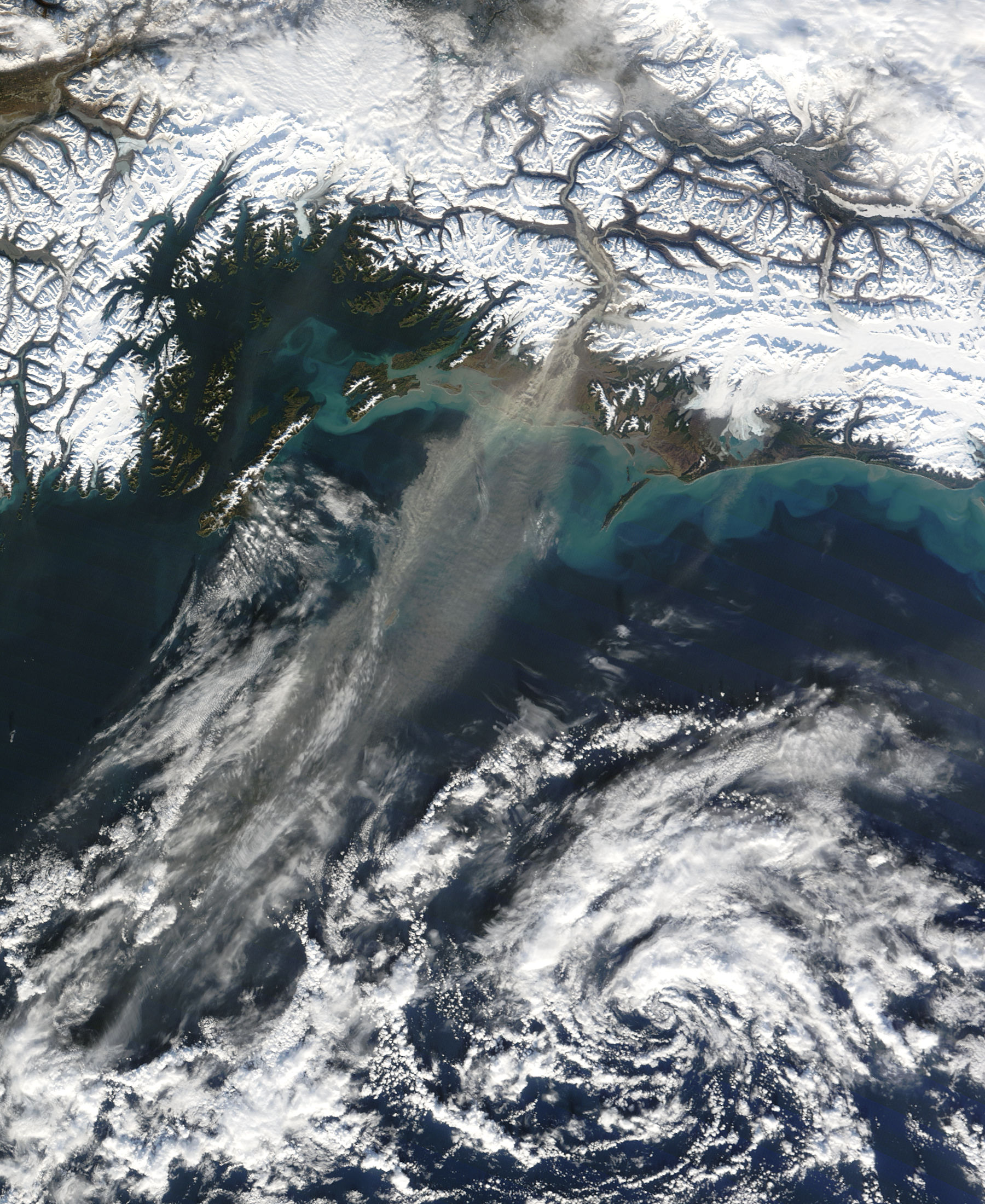
Area di sedimenti alla foce del fiume